# Märkisches Viertel

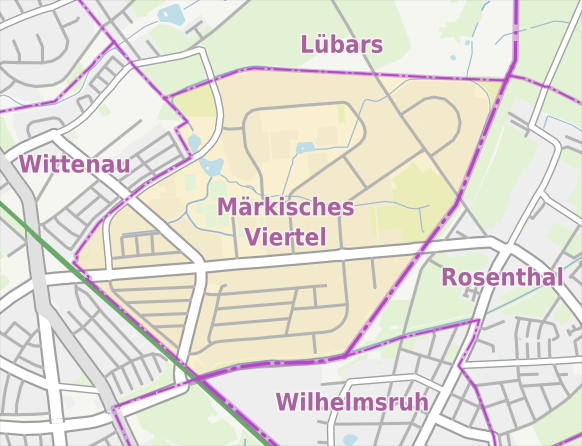
Mappa del quartiere

Il Märkisches Viertel (letteralmente: «quartiere della Marca») è un quartiere (Ortsteil) di Berlino, appartenente al distretto (Bezirk) di Reinickendorf.

## Posizione
Il Märkisches Viertel si trova nella zona settentrionale della città. Procedendo da nord in senso orario, confina con i quartieri di Lübars, Rosenthal, Wilhelmsruh e Wittenau.

## Storia
Il Märkisches Viertel fu realizzato dal 1963 al 1974 come grande quartiere residenziale periferico, per ospitare gli abitanti delle zone centrali (in particolare Kreuzberg e il Wedding), sfrattati in seguito ai programmi di risanamento urbano. L'operazione è paragonabile alla costruzione del quartiere Britz-Buckow-Rudow.
L'area prescelta fu la parte del quartiere di Wittenau ad est della S-Bahn, in parte occupata da abitazioni unifamiliari.
Il progetto urbanistico fu redatto nel 1962 da un gruppo di architetti guidato da Werner Düttmann; esso prevedeva una struttura a turbina, con tre bracci residenziali (a nord, ovest e sud) incontrantisi nel centro principale, con scuole, centro commerciale e sportivo, piazza del mercato; in ognuno dei tre bracci fu realizzato un centro secondario, con i negozi di prima necessità.
I limiti est e sud del Märkisches Viertel erano segnati dal Muro di Berlino; pertanto il quartiere assunse un importante ruolo dimostrativo nei confronti di Berlino Est.
Il progetto architettonico degli edifici fu affidato a 35 diversi architetti, fra cui, oltre allo stesso Düttmann, Oswald Mathias Ungers e René Gagès. Grande cura fu posta nell'uso del colore nelle facciate, per movimentarne l'aspetto. Anche la piantumazione, particolarmente sul Wilhelmsruher Damm, fu molto curata ed abbondante.
Tuttavia, nel quartiere si sono manifestati problemi sociali e di degrado.
Dal 2001 il Märkisches Viertel, scorporato da Wittenau, è diventato un quartiere (Ortsteil) indipendente.

### Problemi
Il Märkisches Viertel è stato per anni caratterizzato da forti problemi sociali, oggi meno gravi. In particolare era molto sentita la mancanza di collegamenti rapidi con il centro della città: l'unico collegamento era la S-Bahn, sottoposta fino al 1984 ad un boicottaggio, perché appartenente alle autorità della RDT; la linea della metropolitana, prevista fin dagli anni sessanta, fu inaugurata solo nel 1995, e senza raggiungere il centro del quartiere.
A questo problema si aggiungeva la grave insufficienza dei servizi pubblici, sociali e commerciali.

## Galleria d'immagini

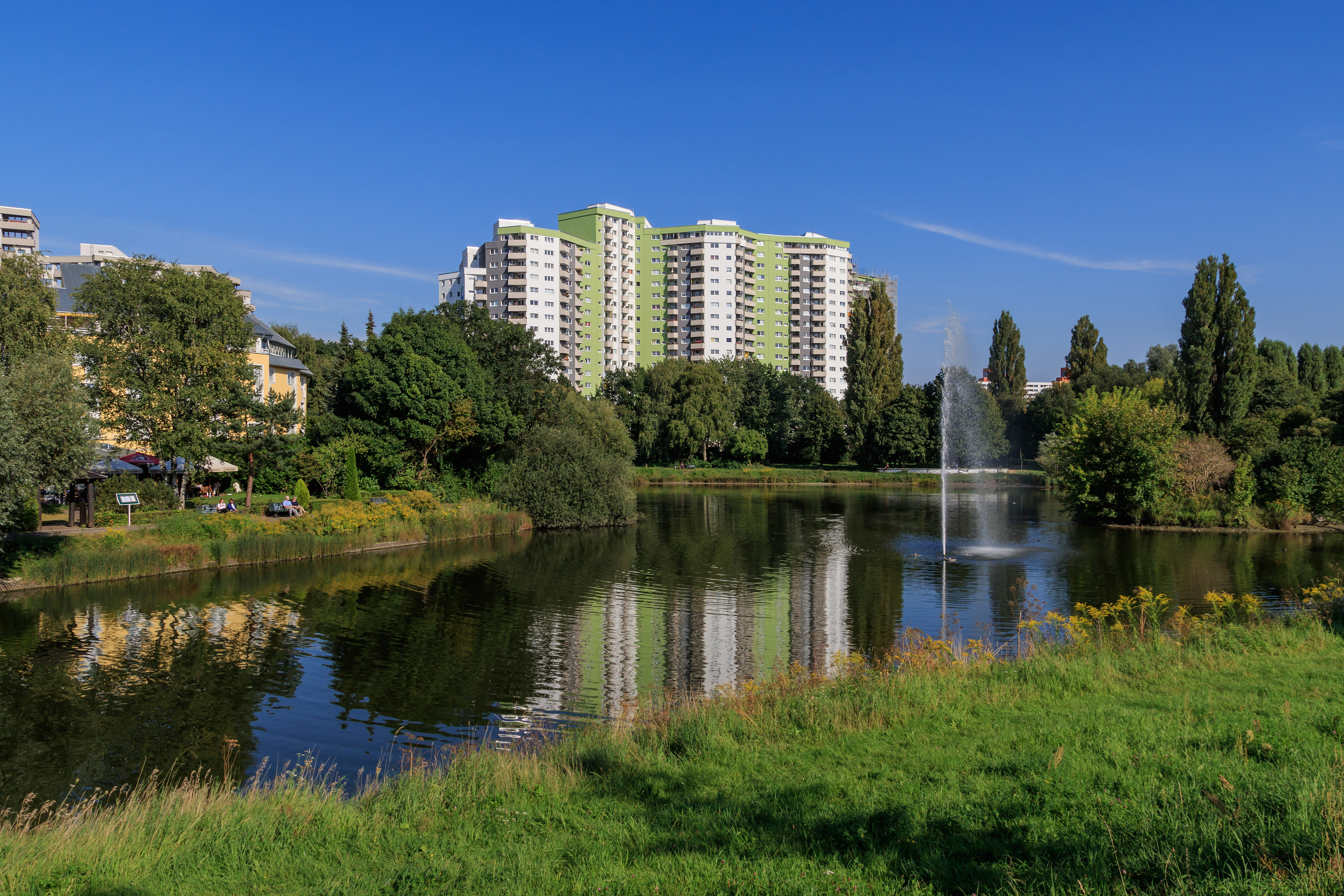
Vista del quartiere
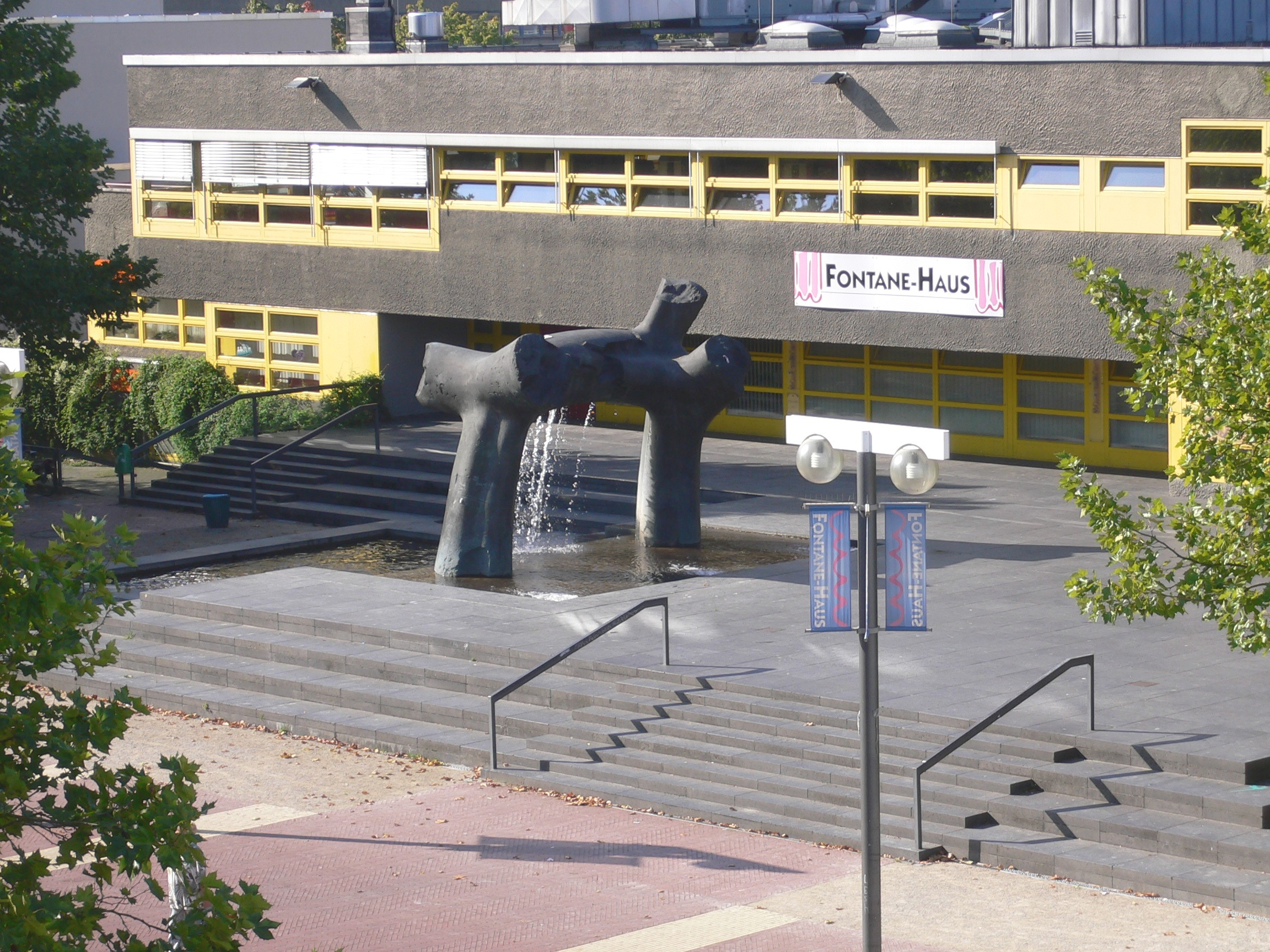
Fontane-Haus nel centro del quartiere

### Testi di approfondimento
- (DE) Werner Düttmann, Heinrichs e Müller, Märkisches Viertel, in Bauwelt, n. 14-15, 1963,  pp. 390 ss, ISSN 0005-6855 (WC · ACNP).
- (DE) Architektur und Wohnform, n. 2, 1967,  p. 134.
- (DE) Bauwelt, n. 46-47, 1967,  p. 1189 ss, ISSN 0005-6855 (WC · ACNP).
- (DE) Plenum Märkisches Viertel (a cura di), Material zum Märkischen Viertel, Berlino (Ovest), 1969.
- (DE) MV Plandokumentation. Märkisches Viertel, Berlino (Ovest), Kiepert, 1972, ISBN 3-920597-18-4.
- (DE) Dieter Voll, Von der Wohnlaube zum Hochhaus. Eine geographische Untersuchung über die Entstehung und Struktur des Märkischen Viertels in Berlin (West) bis 1976, Berlino (Ovest), Reimer, 1983, ISBN 3-496-00311-1.
- (DE) Michael Braum (a cura di), Berliner Wohnquartiere. Ein Führer durch 70 Siedlungen, 3ª ed., Berlino, Reimer, 2003,  pp. 210-213, ISBN 3-496-01260-9.